# Novosilka, Pidhaiți
Novosilka (în ucraineană Новосілка) este o comună în raionul Pidhaiți, regiunea Ternopil, Ucraina, formată numai din satul de reședință.

## Demografie
Componența lingvistică a comunei Novosilka
     Ucraineană (99,75%)
     Alte limbi (0,16%)
Conform recensământului din 2001, majoritatea populației comunei Novosilka era vorbitoare de ucraineană (99,75%), existând în minoritate și vorbitori de alte limbi.